# Kriek Boon
Kriek Boon is een Belgisch bier. Het bier wordt gebrouwen door Brouwerij Boon te Lembeek.

## Achtergrond
De kriekbieren van Brouwerij Boon zijn bieren van spontane gisting, gemaakt van oude en jonge Lambiek van Lembeek die gerijpt is op eiken vaten. Daaraan wordt 25% echte krieken toegevoegd, waarna terug 6 maanden rijping volgt. Het is een zuur bier dat ontstaat door versnijding van verschillende soorten lambiek. Het bevat 25% echte krieken. Er worden geen zoetstoffen aan toegevoegd. “Oude kriek” en “kriek” zijn door het Vlaams Centrum voor Agro- en Visserijmarketing (VLAM) erkend als streekproduct. Bovendien is het een door de Europese Unie beschermd label of Gegarandeerde traditionele specialiteit (GTS).

## Bieren
- Kriek Boon is een kriekenlambiek of kortweg kriek, met een alcoholpercentage van 4%. Er wordt 250 gram krieken per liter bier gebruikt.[7]
- Oude Kriek Boon is een kriekenlambiek met een alcoholpercentage van 6,5%. Er wordt 400 gram krieken per liter bier gebruikt. Het verschil met gewone Kriek Boon is onder meer dat Oude Kriek een hergisting ondergaan heeft en gebotteld is op gist.[8]

## Prijzen
- In 2002 vergeleek Test-Aankoop 28 kriekbieren. Oude Kriek Boon stond daarbij in de top 3.
- In 2005 won Kriek Boon de gouden medaille in de Monde Selection te Brussel.
- World Beer Cup 2014 - gouden medaille in de categorie Belgian-Style Sour Ale voor Oude Kriek Boon